# 新兴鄂伦春族乡
新兴鄂伦春族乡是中华人民共和国黑龙江省黑河市逊克县下辖的一个民族乡。

## 行政区划
新兴鄂伦春族乡下辖以下村级行政区划单位：
新兴村、新城村、新建村和新河村。